# Call of Duty: Modern Warfare II
Call of Duty: Modern Warfare II é um jogo eletrônico de tiro em primeira pessoa desenvolvido pela Infinity Ward e publicado pela Activision. É uma sequência direta do reboot de 2019 e o 19º jogo da franquia Call of Duty. O jogo foi lançado em 28 de outubro de 2022 para Playstation 4, Playstation 5, Windows, Xbox One e Xbox Series X/S.

## Premissa
Após a CIA descobrir que a Al-Qatala está em posse de mísseis roubados, a Força-Tarefa 141 precisa correr contra o tempo para impedir um iminente ataque terrorista nos Estados Unidos.

## Enredo
Apesar da CIA ter impedido novos ataques terroristas com armas químicas em 2019, a ameaça e influência da organização terrorista Al-Qatala e do exército russo no Oriente Médio seguem na ativa, deixando os Estados Unidos continuamente em alerta. Em julho de 2022, a Força-Tarefa 141, sob o comando do General Shepherd, realiza um ataque cirúrgico com mísseis contra as forças iranianas apoiadas pelos russos, assassinando o general iraniano Ghorbrani durante uma negociação de armas em Al Mazrah, cidade situada no país fictício República Unida de Adal. Meses depois, o braço direito de Ghorbrani, Major da Força Quds Hassan Zyani, se envolve no financiamento de atividades terroristas e busca vingança contra os Estados Unidos pela morte de Ghorbrani. As atividades de Hassan chamam a atenção de Shepherd e da Chefe da Estação da CIA, Kate Laswell, que já esperava que Hassan atacaria os EUA como forma de retaliação. Ciente da ameaça que estava por vir, a CIA ordena aos Marine Raiders, liderados pelos operativos da Força-Tarefa 141 Simon "Ghost" Riley e John "Soap" MacTavish, que detenham Hassan em Al Mazrah. Ghost e Soap não conseguem capturar Hassan, mas descobrem que ele estava na posse de um míssil balístico americano, o que surpreende a equipe e também Shepherd, que fica furioso e exige Laswell a descobrir o porquê e como tal míssil foi roubado por Hassan.
Laswell e os operativos da Força-Tarefa 141 John Price e Kyle "Gaz" Garrick perseguem um dos mensageiros de Hassan em Amsterdã, descobrindo que Hassan recebeu proteção e apoio logístico de um cartel de drogas mexicano chamado Las Almas e que está nesse momento no México. Como os EUA não possuem jurisdição para capturar Hassan em solo mexicano, Laswell faz contato com o Coronel das Forças Especiais Mexicanas, Alejandro Vargas para interceptar Hassan e capturá-lo. Após uma tentativa fracassada de detê-lo na fronteira entre o México e os EUA, Alejandro e seu parceiro Rodolfo Parra, junto com sua unidade Los Vaqueros, participam de uma operação conjunta com Ghost, Soap e a Shadow Company, uma empresa paramilitar privada sob o comando direto de Shepherd e liderada por seu CEO, Phillip Graves, para capturar Hassan. Embora tenham sucesso, são forçados a libertá-lo para evitar repercussões políticas com o Irã, pois faltam provas definitivas para prendê-lo, e fazer isso seria um ato de guerra segundo Laswell. Apesar disso, a equipe consegue apreender o telefone celular de Hassan.
Dados hackeados do telefone de Hassan levam Price, Laswell e Gaz até Cabo Vilán, na Espanha, onde descobrem que o cartel Las Almas possuía dispositivos de GPS russos para mísseis. Quando Laswell é capturada pela Al-Qatala, Price e Gaz a rastreiam e a salvam no Urziquistão, com a ajuda de seus antigos aliados Nikolai e Farah Karim, líder da milícia local. Enquanto isso, Alejandro e Soap, com a ajuda da Shadow Company, conseguem capturar o líder do cartel Las Almas, "El Sin Nombre", revelado como Valeria Garza, antiga companheira das forças especiais de Alejandro. Valeria explica que a cooperação entre o cartel Las Almas e a Al-Qatala funciona como um "desvio de foco", já que, enquanto os americanos estivessem atentos aos movimentos do terrorismo, o caminho ficaria livre para o tráfico e as operações do cartel. Ela aceita fornecer informações a equipe, desde que seja solta posteriormente, condições essas que são aceitas por Graves. Valeria também revela que um dos mísseis está em uma plataforma de petróleo no Golfo do México, o que desencadeia uma operação liderada pela Força-Tarefa 141, a Shadow Company e Alejandro para evitar seu lançamento. Apesar da missão bem-sucedida, Graves e a Shadow Company traem Alejandro e a Força-Tarefa 141 por ordens de Shepherd. Graves captura Alejandro e sua equipe e toma a base de operações de Los Vaqueros, enquanto Ghost e Soap fogem para Las Almas e a Shadow Company mata seus habitantes em busca de Hassan. Ghost e Soap conseguem fugir de Las Almas com um carro e vão até um esconderijo onde está Rodolfo. Com a ajuda de Rodolfo, Laswell, Price e Gaz, Ghost e Soap invadem a base tomada pelos soldados de Graves e libertam Alejandro e Los Vaqueros.
Laswell revela que Shepherd e Graves foram responsáveis por uma missão ilegal de transporte de mísseis em agosto destinada a ajudar aliados americanos no Oriente Médio. O transporte foi emboscado por uma empresa paramilitar privada russa conhecida como Grupo Konni, com os três mísseis balísticos sendo roubados, forçando Shepherd a encobrir o fracasso da missão. Shepherd sabia que a proximidade da 141 e de Los Vaqueros com a missão eventualmente revelaria os planos fracassados dele, e por isso decidiu os eliminar, para seguir encobrindo o caso. Shepherd explica posteriormente à Price que "para fazer o bem, o mal é necessário", mas Price discorda e confronta Shepherd sobre as revelações, prometendo persegui-lo quando a ameaça atual for eliminada. A Força-Tarefa 141 e os Los Vaqueros conseguem retomar a base destes últimos e aparentemente matar Graves, enquanto seguem coletando informações através de Valeria. Ela enfim revela que Hassan está em Chicago dando continuidade ao seu plano de vingança. Laswell explica à 141 que Hassan está escondido em um prédio de uma empresa de fachada tomado pela Al-Qatala e que o míssil está sendo preparado. Price e Soap chegam tarde demais e o míssil é lançado por Hassan. Correndo contra o tempo e as adversidades, a equipe frustra por pouco o plano de Hassan, detonando seu míssil a caminho do Pentágono, e o mata com um tiro de sniper dado por Ghost, que estava no prédio ao lado de cobertura. Com o fim da missão bem sucedido, Shepherd eventualmente se esconde, enquanto Laswell informa a Força-Tarefa 141 sobre uma nova ameaça iminente: o líder do Grupo Konni, que é revelado ser composto por ultranacionalistas russos radicais, responsável pela operação fracassada de Shepherd, a quem Price identifica como Vladimir Makarov, demonstrando conhecê-lo há algum tempo.
Em uma cena após os créditos, uma célula terrorista russa se prepara para sequestrar um avião. Eles recebem uma mensagem de texto de Makarov, que ordena que não falem russo durante o sequestro.

### Operações Especiais
Algum tempo após a morte de Hassan, Laswell começa a supervisionar novas operações secretas em Al Mazrah, na tentativa de minar ainda mais as atividades da Al-Qatala.
Em dezembro de 2022, Laswell designa Price, Gaz e Farah para investigar o desaparecimento do ex-agente da CIA Alex Keller, que foi enviado por Farah ao lado de vários combatentes da ULF para infiltrar um bunker da era soviética recentemente descoberto nas montanhas Sattiq em Urzikstan. Eles descobrem que o bunker abriga um míssil termonuclear de fabricação soviética, enquanto os combatentes de Farah foram mortos pelas forças da Al-Qatala. A equipe avança mais no bunker e encontra Alex vivo, embora as ogivas do míssil tenham sido roubadas. Alex revela que o irmão de Farah, Hadir, tem atuado como comandante da AQ, e ele deixou Alex vivo para entregar uma mensagem: junte-se a ele em sua missão ou o deixe em paz.
Enquanto Gaz deixa as instalações para transmitir as informações a Laswell, Price e Farah, acompanhados por Alex, perseguem Hadir indo mais fundo no bunker, mas são forçados a se render quando Hadir e seus homens os cercam. Hadir ordena que seus homens prenda o trio em celas, mas eles conseguem escapar da captura e retomam a perseguição. Após garantir o núcleo da ogiva soviética, Price, Farah e Alex alcançam Hadir e o encontram tentando escapar do bunker por um elevador; o trio é forçado a sabotar o mecanismo do elevador para impedi-lo. Após derrubar o elevador, Price, Farah e Alex confrontam um Hadir mortalmente ferido. Antes de morrer, Hadir tenta persuadir Farah a usar a ogiva, alertando-a de que Urzikstan está em perigo e que "os verdadeiros russos" estão indo atrás deles. Depois disso, Price e Gaz exfiltram do bunker via helicóptero, enquanto Farah, Alex e a ULF se preparam para eliminar a ogiva.

## .Desenvolvimento
Call of Duty: Modern Warfare II foi desenvolvido pela Infinity Ward juntamente com uma nova versão do battle royale Call of Duty: Warzone chamado Warzone 2.0, com ambos os jogos usando uma nova versão do motor IW.
Em 27 de outubro de 2022, a Infinity Ward anunciou que irá fazer alguns ajustes um dia antes do lançamento oficial de Call of Duty Modern Warfare II em resposta ao feedback recebido de jogadores da versão beta.

## Lançamento
O beta multiplayer de Modern Warfare II começou para jogadores de PlayStation 4/5 a partir de 16 de setembro, e para Xbox Series X/S, Xbox One e PC em 22 de setembro. A versão beta terminou oficialmente em 26 de setembro às 15h em todas as plataformas antes do lançamento em 28 de outubro de 2022.

## Recepção
Após o lançamento, o jogo eletrônico arrecadou 800 milhões de dólares em apenas três dias.
Em 1 de novembro de 2022, a Activision Blizzard anunciou que Call of Duty Modern Warfare II é o jogo eletrônico de mais sucesso de todos os tempos da franquia.